# Pachyjoppa tibialis
Pachyjoppa tibialis är en stekelart som beskrevs av Cameron 1901. Pachyjoppa tibialis ingår i släktet Pachyjoppa och familjen brokparasitsteklar. Inga underarter finns listade i Catalogue of Life.